# 1605 (серия домов)
1605 — одна из панельных типовых серий жилых домов, разработанная московским проектным институтом МНИИТЭП. Представляет собой
крупнопанельный многосекционный жилой дом индустриального домостроения из изолированных блок-секций. Первый дом серии 1605 был 5-этажным и появился ещё в 1958 году, а последний — в 1985 году. Первым 9-этажным домом серия 1605 обзавелась в 1966 году, и произошло это в жилом массиве Беляево-Богородское в Москве.

## Описание

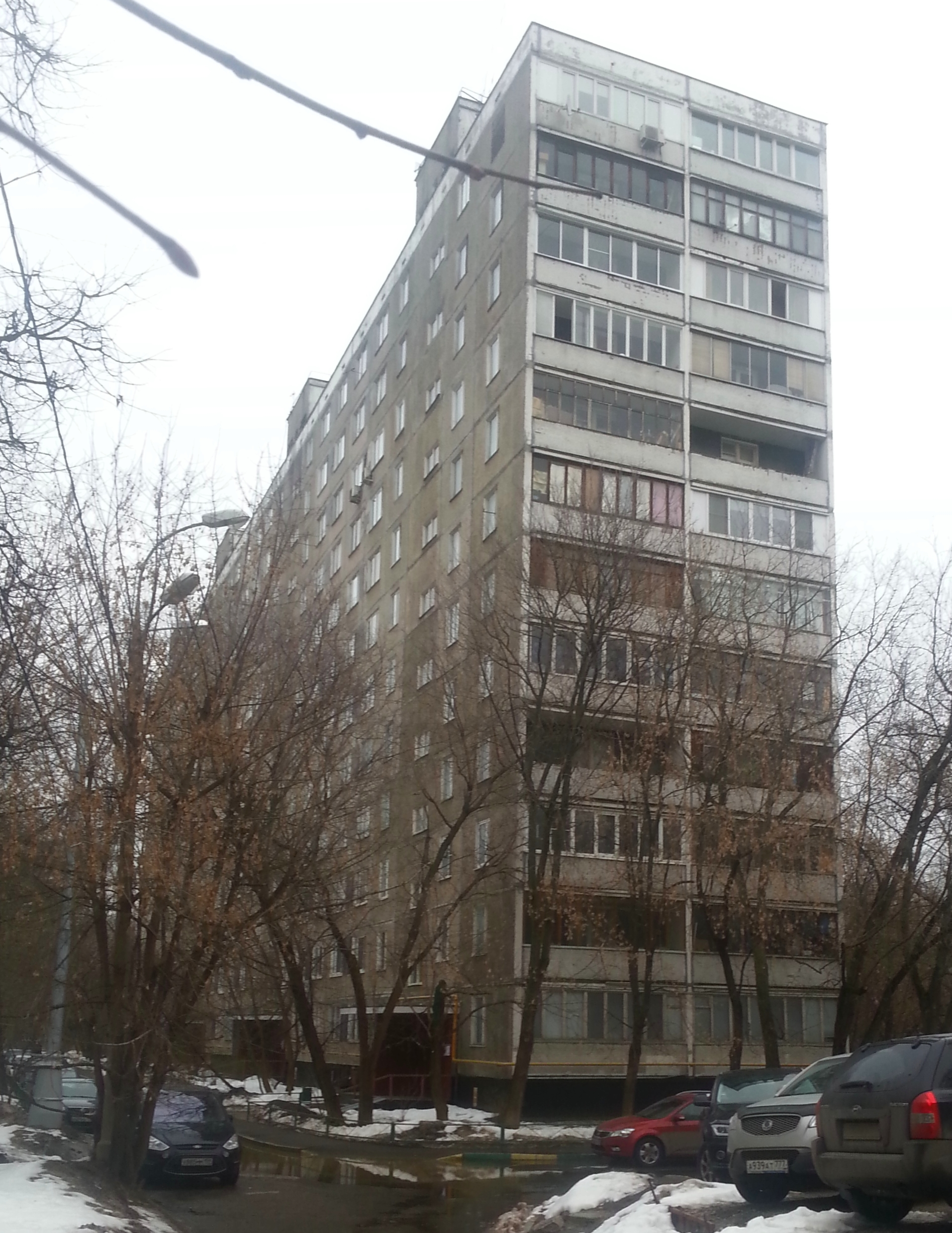
Дом серии 1605АМ/12 в Москве по адресу Давыдковская улица, 10к5

Серия панельных домов 1605 была утверждена во времена хрущёвской оттепели, и застройка первых вариантов этой серии пришёлся на 1958—1966 гг.
Изначально, на первом этапе индустриализации была спроектирована пятиэтажная серия 1605. Дома данной серии возводились в Москве и Подмосковье, а также строились в Ленинграде, Новосибирске и Казани. На этаже располагались 1, 2 и 3-комнатные квартиры. Высота этажа была принята стандартной для тех времён и составляла 2,5 метра. Серия возводилась из сборных поперечных и продольных железобетонных панелей с наружными навесными трёхслойными панелями. На внутренние несущие стены с трёх сторон опирались плоские железобетонные плиты перекрытий толщиной 140 мм и размером «на комнату». Сборные железобетонные элементы производились до 1962 года на тресте Гипстройиндустрия, а после 1962 года — на Домостроительном комбинате № 1. Шаг между несущими поперечными стенами был принят 2,65 и 3,4 м. Данная серия отличалась хорошими экономическими показателями, простотой изготовления и монтажа конструкций, чёткостью и ясностью статической работы. В первых проектах применялись дощатые полы по лагам, что нетипично для панельного домостроения. первоначальные варианты не предусматривали устройства совмещённых крыш; сложна и многодельна была конструкция трёхслойных панелей наружных стен (мягкий утеплитель из минераловатных плит при изготовлении панелей уплотнялся, что приводило к снижению теплозащитных свойств наружных стен); узловые соединения панелей обладали недостатками, присущими крупнопанельному домостроению в целом, и со временем происходила их разгерметизация.
Позднее ЦНИИЭП жилища разработал серию 1605А, а в 1966 году и серию 1605-АМ/9, которая стала уже девятиэтажной. В этих сериях стали применяться уже замоноличенные стыки между наружными навесными панелями. В проектах предусмотрели варианты более индустриальных совмещённых вентилируемых крыш — в виде панелей, утеплённых лёгкими бетонами (пенобетоном, газобетоном, керамзитобетоном и т. д.), укладываемыми на железобетонные плиты перекрытия, или в виде комплексной конструкции панелей, состоящей из двух плит с утеплителем между ними. В целях предохранения кровельных панелей от атмосферных осадков они на заводе покрывались слоем рубероида. Стояки санитарно-технических сетей были вынесены за пределы железобетонных кабин, что позволило изготавливать кабины полностью на заводе. Изготовление сантехкабин выполнялось из водостойкого гипсоцемента, который позволял производить распалубку форм уже через 15 минут после их заливки и не требовал специальной термообработки. Применяемые в домах данной серии свайные основания упрощали производство работ нулевого цикла. Сборные полы были решены в виде панелей из гипсоцемента размером «на комнату», изготовляемых на прокатных станах, выпускающих перегородки.
В девятиэтажной версии увеличили высоту потолков до 2,64 м. Наружные навесные панели стали керамзитобетонными. В здании появились лифт и мусоропровод. Девятиэтажные варианты данной серии возводились в 1966-72 гг. в Москве и Тольятти.
В 1969 году ЦНИИЭП жилища модернизировал девятиэтажную серию до двенадцатиэтажной 1605-АМ/12, которая стала самой многочисленной из всех типов данной серии. Она возводилась вплоть до 1985 года.
Главным недостатком всех типов данной серии являлся тот факт, что система отопления располагалась во внутренних поперечных стенах, а вместо радиаторов и батарей использовались обогревающие элементы, встроенные внутрь наружных навесных панелей. Это создало огромные трудности в их эксплуатации и обслуживании, так что при проведении капитального ремонта домов данной серии все отопительные коммуникации выводят наружу.

## Основные характеристики
| Количество секций (подъездов) | от 3 и более                                                                             |
| Этажность                     | 5, 9, 12, наиболее распространённый вариант — 12 этажей                                  |
| Высота потолков               | для пятиэтажной серии −2,5 м, для девяти- и двенадцати этажной- 2.64 м.                  |
| Лифты                         | Один пассажирский (в пятиэтажной серии лифта нет)                                        |
| Балконы                       | Во всех, кроме 2-комнатных                                                               |
| Количество квартир на этаже   | 3-4                                                                                      |
| Перспектива сноса             | пятиэтажная серия массово сносится, девяти- и двенадцатиэтажная серия сносу не подлежит. |

## Площади квартир
| Комнатность          | Общая, м²   | Жилая, м²  | Кухня, м² |
| 1-комнатная квартира | 32,72       | 17,83      | 6,56      |
| 2-комнатная квартира | 44,48-45,81 | 28,4-30,17 | 6,68      |
| 3-комнатная квартира | 62,97       | 44,96      | 6,56      |

## Строительные конструкции
| Лестницы                 | Сборные железобетонные без общего балкона                                     |
| Мусоропровод             | С загрузочным клапаном между этажами для 9-этажных и 12-этажных вариантов     |
| Вентиляция               | Естественная вытяжная вентиляция в туалете и ванной комнате                   |
| Наружные стены           | Навесные трёхслойные керамзитобетонные панели общей толщиной 30 см.           |
| Межкомнатные перегородки | Гипсобетонные прокатные панели толщиной 8 см.                                 |
| Междуэтажные перекрытия  | Сборные плоские железобетонные панели толщиной 14 см с опиранием «на комнату» |
| Внутренние стены         | Сборные железобетонные панели толщиной 160 мм.                                |
| Тип кровли               | Плоская с рулонным покрытием и внутренним водостоком                          |

## Фотоматериалы

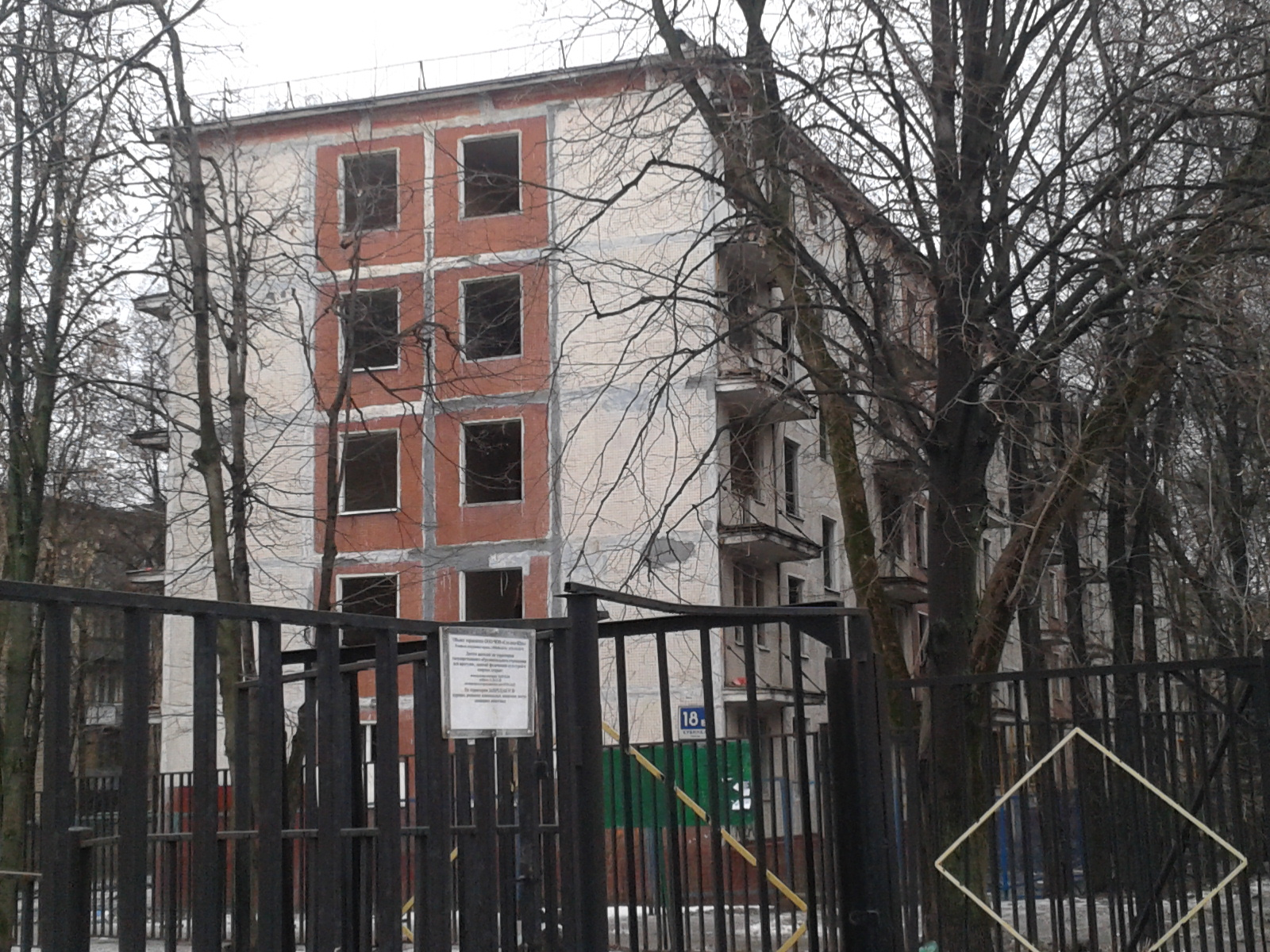
Выселенный дом серии 1605АМ/5 по адресу улица Кубинка, 18к2
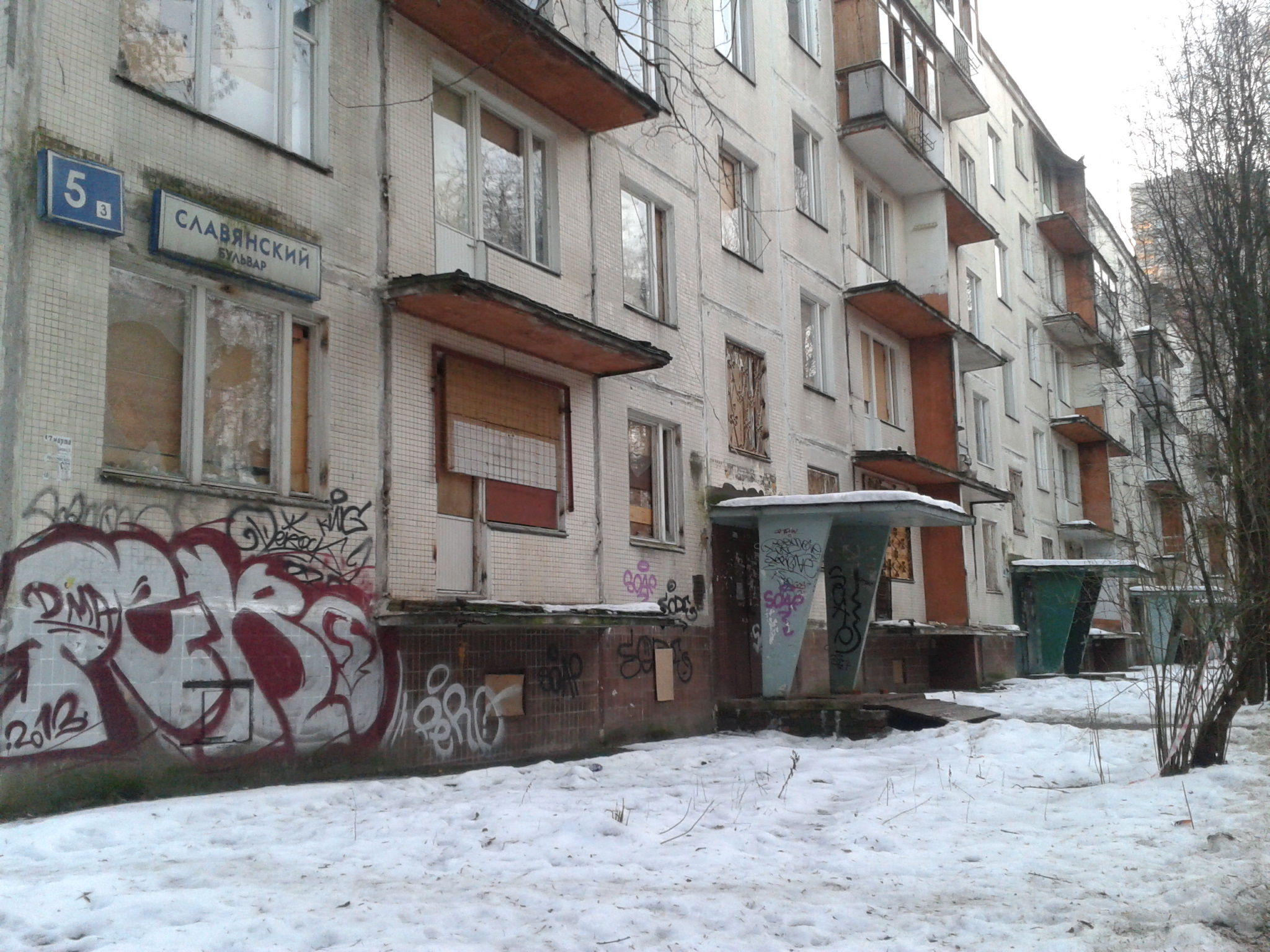
Выселенный дом серии 1605АМ/э по адресу Славянский бульвар, 5к3
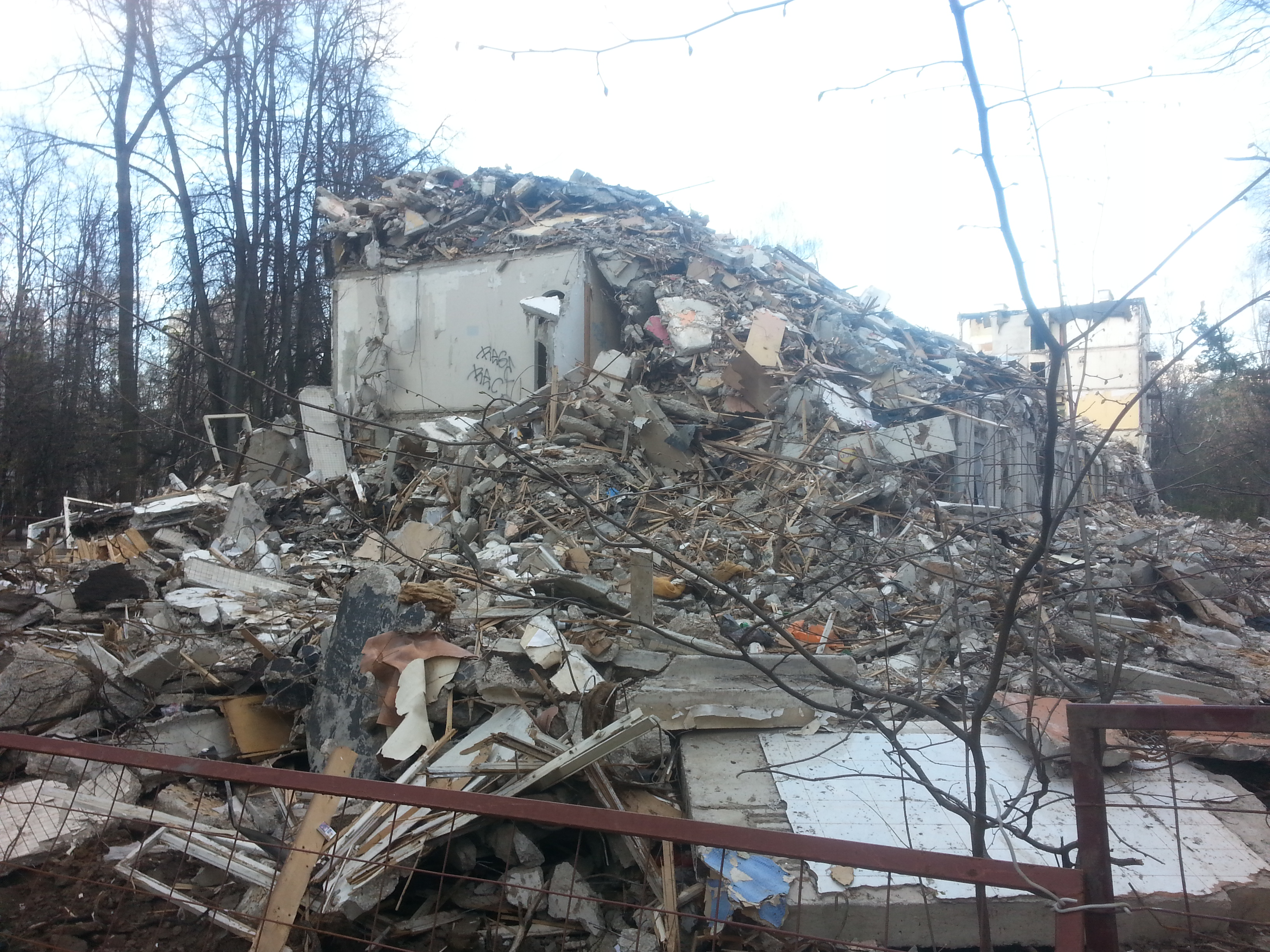
Снос дома серии 1605АМ/э по адресу Славянский бульвар, 5к3
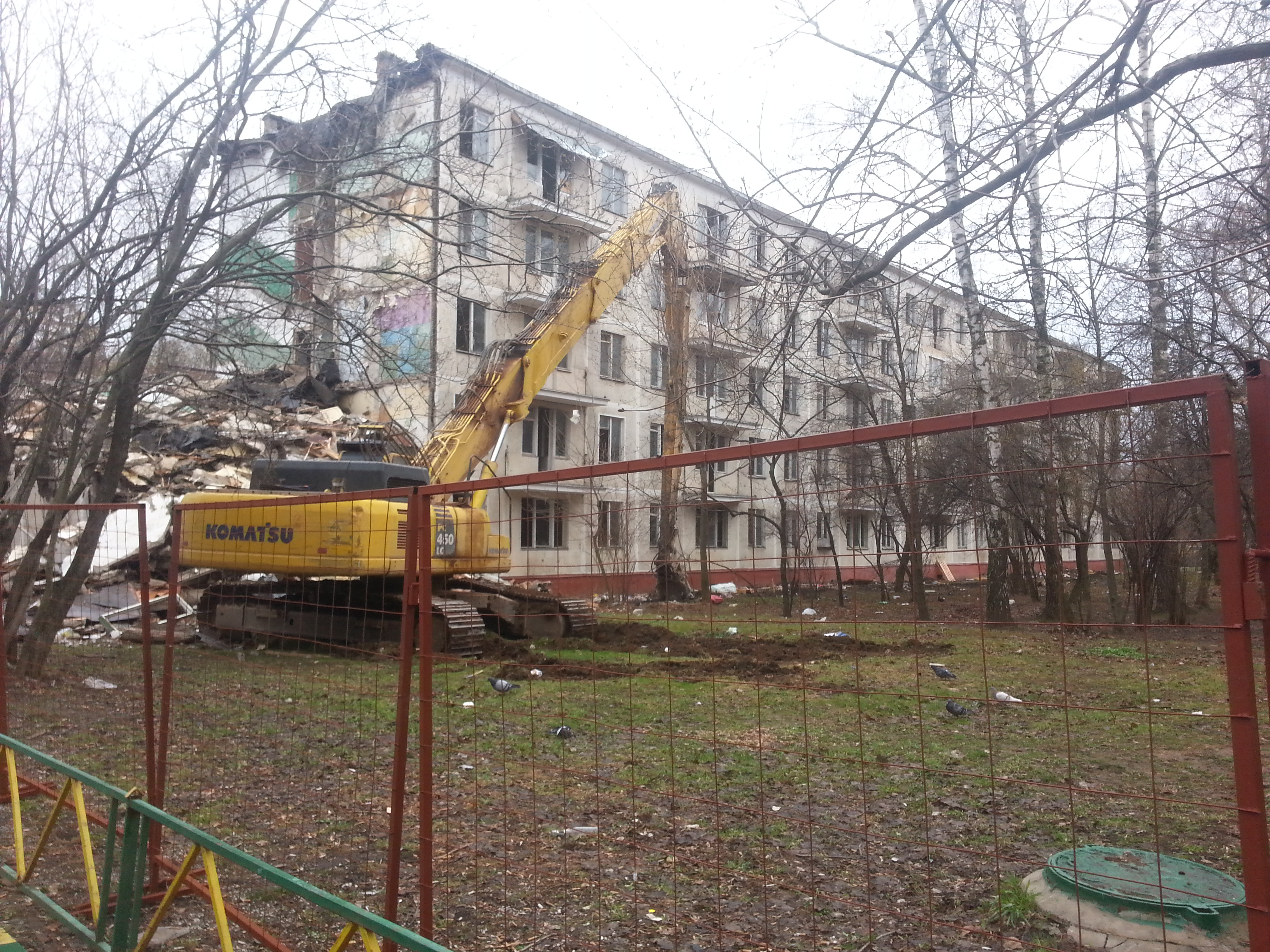
Снос дома серии 1605АМ/5 по адресу Ельнинская улица, 14к3
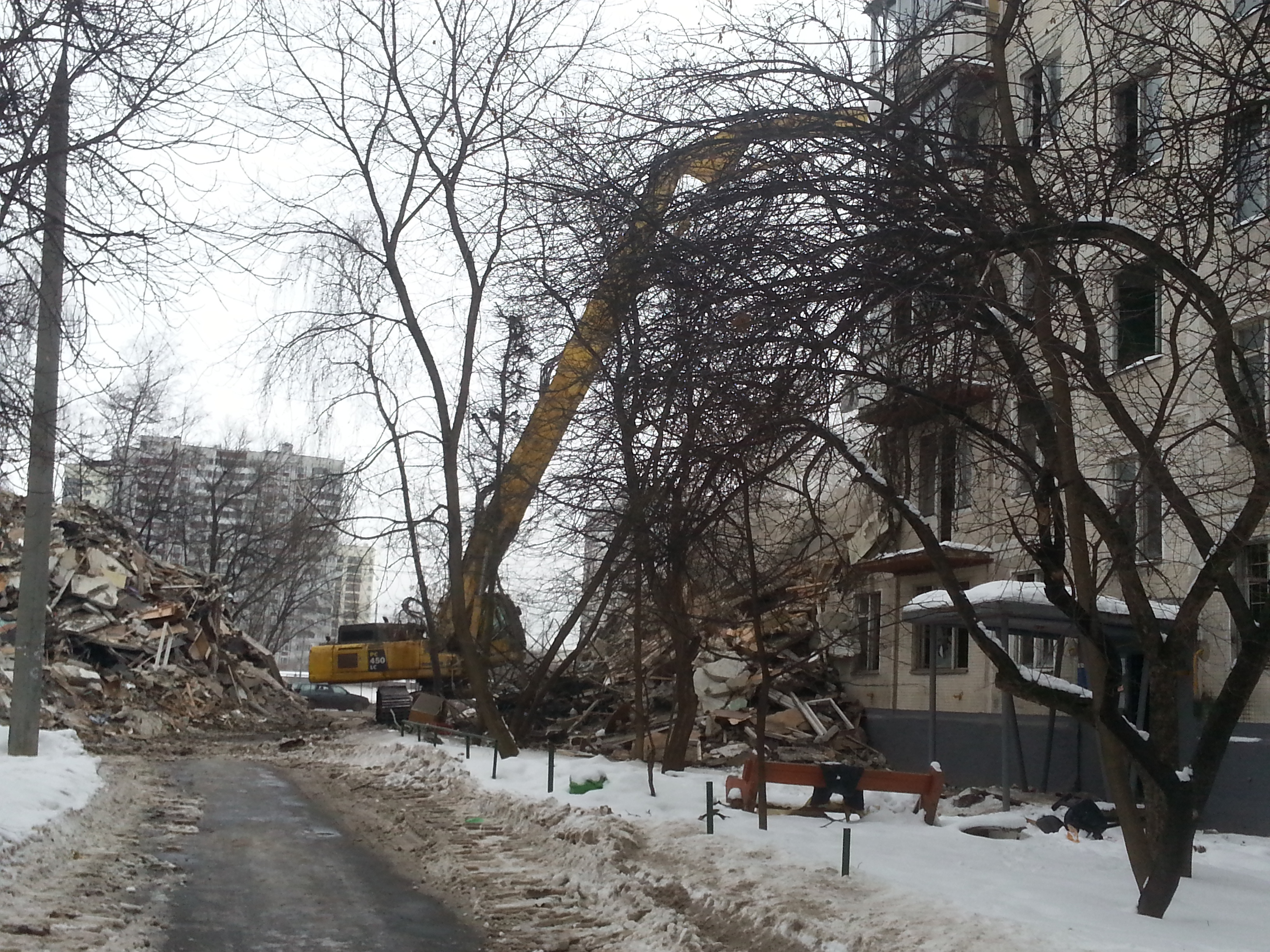
Снос дома серии 1605АМ/5 по адресу Рублевское шоссе, 101
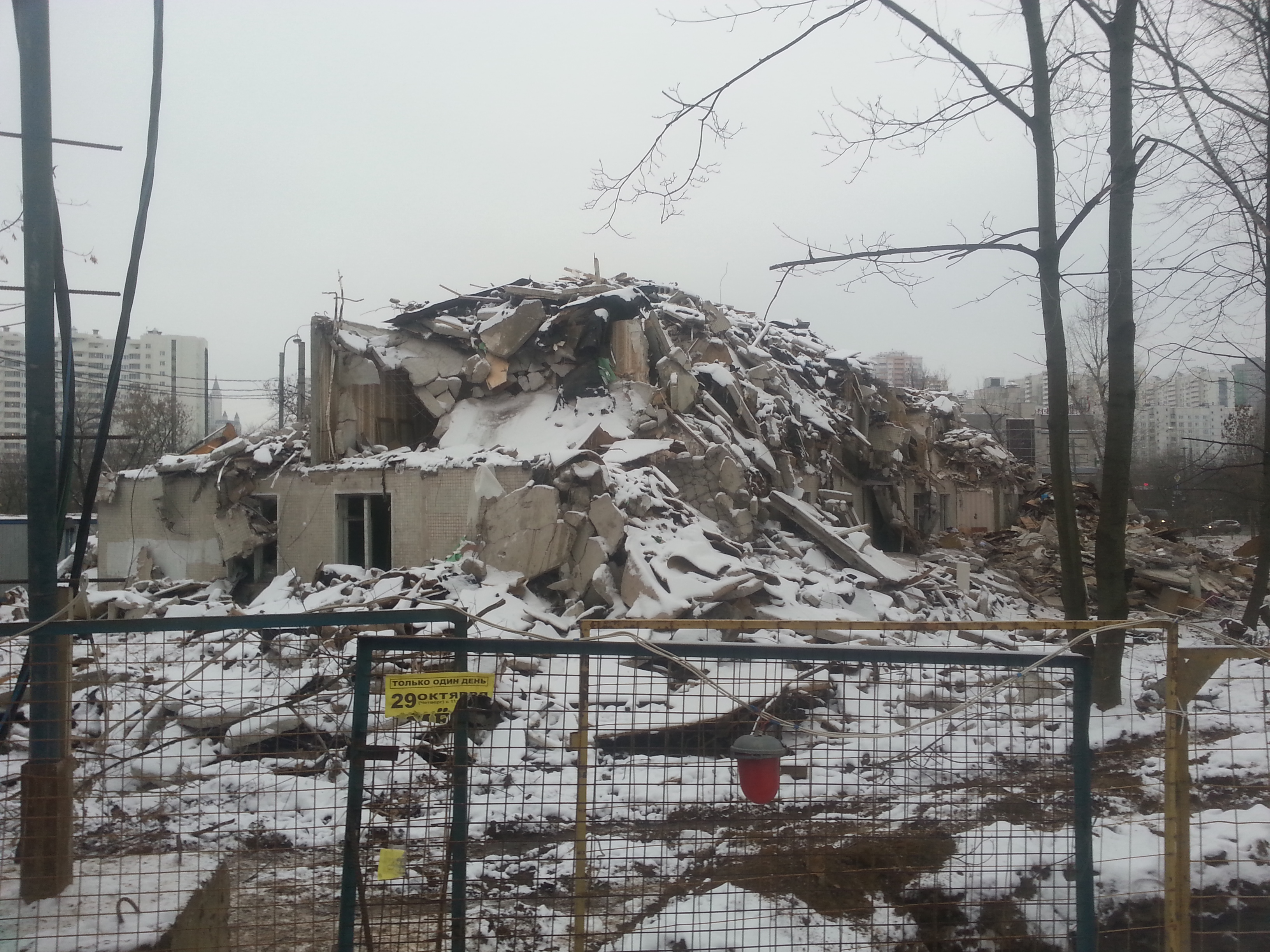
Снесённый дом серии 1605АМ/5 по адресу Малая Филёвская улица, 20к1
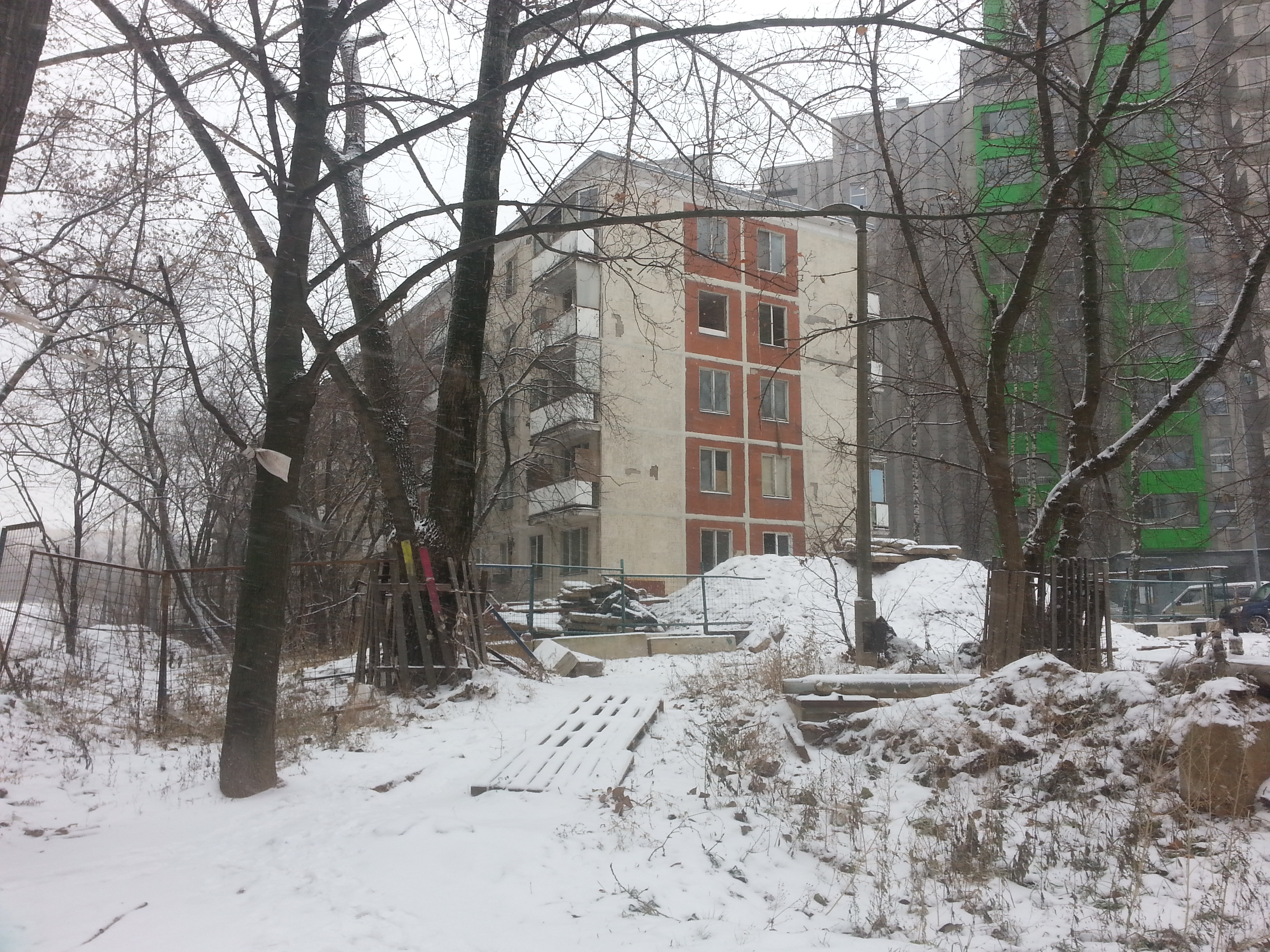
Выселенный дом серии 1605АМ/5 по адресу улица Герасима Курина, 38
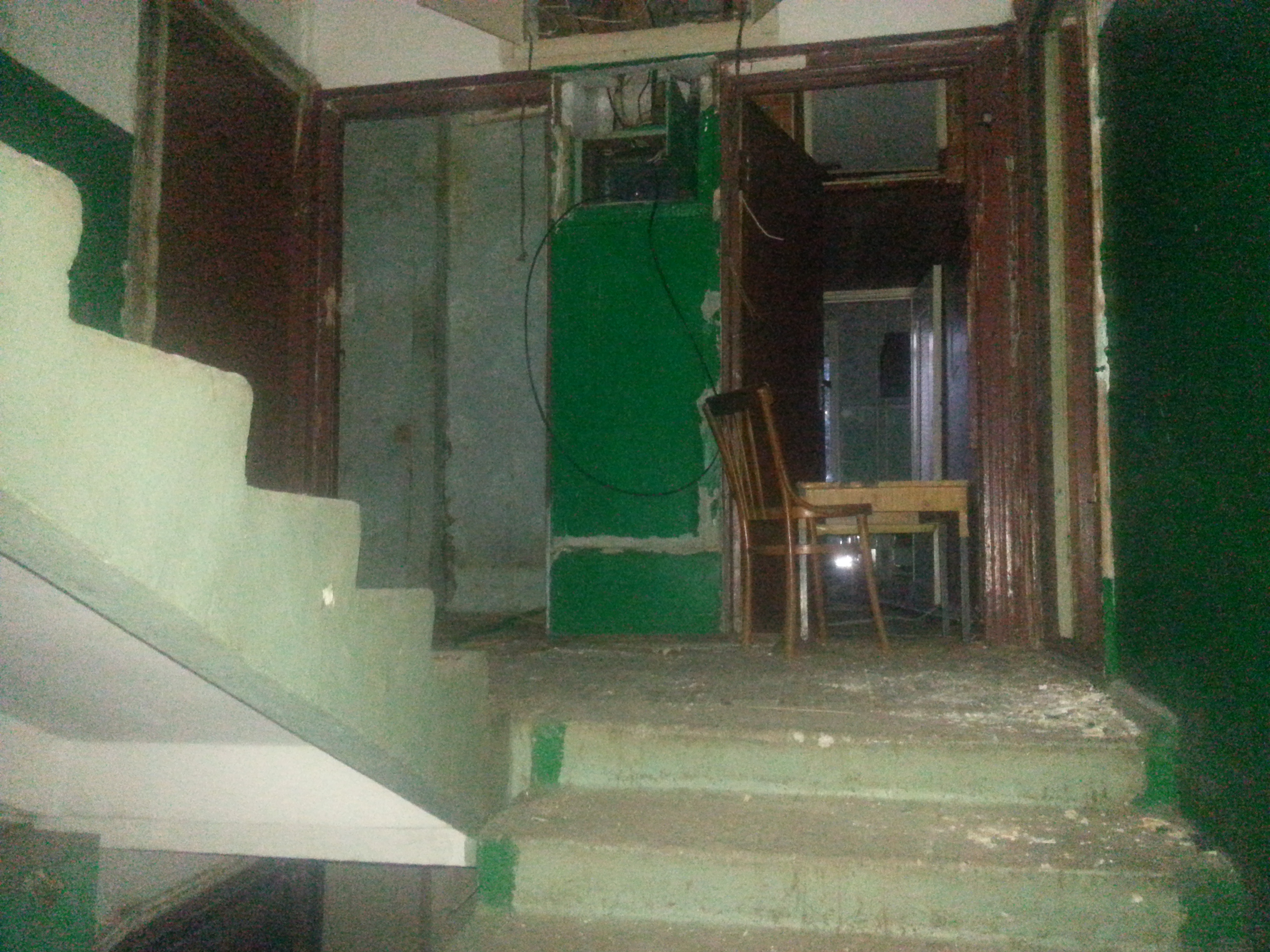
Подъезд выселенного дома серии

## Примечание
1. ↑  Шерешевский И.А. Конструкции гражданских зданий. — М.: Архитектура-С, 2005.
2. ↑  География зданий серии 1605 на карте России. Архивная копия от 8 марта 2017 на Wayback Machine (oknardia.ru)